# Silent Witch: Chinmoku no Majo no Kakushigoto
Silent Witch: Chinmoku no Majo no Kakushigoto (サイレント・ウィッチ 沈黙の魔女の隠しごと Sairento Uitchi: Chinmoku no Majo no Kakushigoto?) es una serie de novelas ligeras japonesas escritas por Matsuri Isora e ilustradas por Nanna Fujimi. Inicialmente se serializó en el sitio web de publicación de novelas generadas por usuarios Shōsetsuka ni Narō de febrero a octubre de 2020. Luego fue adquirida por Fujimi Shobo, que comenzó a publicarla bajo su sello Kadokawa Books en junio de 2021. 
Una adaptación al manga ilustrada por Tobi Tana comenzó a serializarse en el sitio web de manga B's Log Comic de Enterbrain en julio de 2021. Una adaptación de la serie de televisión de anime producida por Studio Gokumi se estrenó en julio de 2025.

## Sinopsis
Monica Everett es una maga genial. Es la única persona en el mundo capaz de usar magia sin conjuros. A los 15 años, fue la más joven en ser elegida como una de los Siete Magos, los magos más grandes del Reino de Lidil. Sin embargo, alcanzó tal logro debido a su extrema ansiedad; se esforzó mucho para no tener que hablar delante de los demás. Incluso mantiene el anonimato cuando actúa, lo que la llevó a ser conocida como la "Bruja Silenciosa". Se vio obligada a abandonar su zona de confort cuando su compañero de los Siete Magos, Louis Miller, la instó a inscribirse en la Academia Serendia para proteger en secreto al segundo príncipe del reino, Félix.

## Personajes
Monica Everett (モニカ・エヴァレット Monika Evaretto?)
 Seiyū: Saya Aizawa
Nero (ネロ?)
 Seiyū: Hitomi Nabatame
Louis Miller (ルイス・ミラー Ruisu Mirā?)
 Seiyū: Junichi Suwabe
Isabel Norton (イザベル・ノートン Izaberu Nōton?)
 Seiyū: Atsumi Tanezaki
Felix Arc Ridill (フェリクス・アーク・リディル Ferikusu Āku Ridiru?)
 Seiyū: Shōgo Sakata
Lana Colette (ラナ・コレット Rana Koretto?)
 Seiyū: Kanna Nakamura
Cyril Ashley (シリル・アシュリー Shiriru Ashurī?)
 Seiyū: Yoshiki Nakajima
Elliott Howard (エリオット・ハワード Eriotto Hawādo?)
 Seiyū: Ryōhei Kimura
Neil Clay Maywood (ニール・クレイ・メイウッド Nīru Kurei Meiuddo?)
 Seiyū: Yuki Sakakihara
Bridget Greyham (ブリジット・グレイアム Burijitto Gureiamu?)
 Seiyū: Yoko Hikasa
Rynzbelfeid (リィンズベルフィード Rīnzberufīdo?)
 Seiyū: M.A.O
Casey Grove (ケイシー・グローヴ Keishī Gurōvu?)
 Seiyū: Hina Suguta
???
 Seiyū: Shun'ichi Toki

## Contenido de la obra

### Novela ligera
La novela ligera fue escrito por Matsuri Isora, Silent Witch: Chinmoku no Majo no Kakushigoto comenzó su serialización en el sitio web de publicación de novelas generadas por los usuarios Shōsetsuka ni Narō del 20 de febrero al 3 de octubre de 2020. Posteriormente fue adquirida por Fujimi Shobo, que comenzó a publicar la serie con ilustraciones de Nanna Fujimi bajo su sello editorial Kadokawa Books el 10 de junio de 2021. Se han publicado siete volúmenes y un volumen de cuentos cortos a partir de febrero de 2024. El 28 de enero de 2022, Yen Press anunció que había licenciado la serie para su publicación en inglés.
Una serie de novelas ligeras precuela de dos volúmenes, titulada Silent Witch -another- Rising of the Barrier Mage, se publicó bajo el mismo sello editorial del 8 de diciembre de 2023 al 10 de abril de 2024.
| Volúmenes de novelas ligeras publicadas | Volúmenes de novelas ligeras publicadas | Volúmenes de novelas ligeras publicadas |
| Número                                  | Fecha de lanzamiento                    | ISBN                                    |
| --------------------------------------- | --------------------------------------- | --------------------------------------- |
| 1                                       | 10 de junio de 2021                     | ISBN 978-4-04-074035-5                  |
| 2                                       | 8 de octubre de 2021                    | ISBN 978-4-04-074224-3                  |
| 3                                       | 10 de febrero de 2022                   | ISBN 978-4-04-074375-2                  |
| 4                                       | 10 de agosto de 2022                    | ISBN 978-4-04-074626-5                  |
| 4.5                                     | 7 de octubre de 2022                    | ISBN 978-4-04-074629-6                  |
| 5                                       | 10 de febrero de 2023                   | ISBN 978-4-04-074628-9                  |
| 6                                       | 10 de agosto de 2023                    | ISBN 978-4-04-075090-3                  |
| 7                                       | 9 de febrero de 2024                    | ISBN 978-4-04-075093-4                  |

#### Silent Witch -another- Rising of the Barrier Mage
| Volúmenes de novelas ligeras publicadas | Volúmenes de novelas ligeras publicadas | Volúmenes de novelas ligeras publicadas |
| Número                                  | Fecha de lanzamiento                    | ISBN                                    |
| --------------------------------------- | --------------------------------------- | --------------------------------------- |
| 1                                       | 8 de diciembre de 2023                  | ISBN 978-4-04-075207-5                  |
| 2                                       | 10 de abril de 2024                     | ISBN 978-4-04-075208-2                  |

### Manga
Una adaptación al manga ilustrada por Tobi Tana comenzó a serializarse en el sitio web de manga B's Log Comic de Enterbrain el 5 de julio de 2021. Los capítulos del manga se han compilado en cuatro volúmenes tankōbon a partir de mayo de 2024. El 13 de enero de 2023, Yen Press anunció que también licenciaron el manga para su publicación en inglés.

### Anime
Se anunció una adaptación al anime en el evento de transmisión en vivo Aniplex x Kadokawa Anime Matsuri el 2 de agosto de 2024. Más tarde se confirmó que sería una serie de televisión producida por Studio Gokumi y dirigida por Yasuo Iwamoto, con Takaomi Kanasaki como director en jefe y a cargo de la composición de la serie, Cona Nitanda diseñando los personajes y Cygames y Rina Tayama componiendo la música. Su estreno está previsto para el 5 de julio de 2025. El tema de apertura es "Feel", mientras que el tema de cierre es "Mild Days", ambos interpretados por Hitsujibungaku. Crunchyroll obtuvo la licencia de la serie en todo el mundo excepto Japón, China, Corea y Mongolia. Plus Media Networks Asia obtuvo la licencia de la serie en el Sudeste Asiático.

## Recepción
La serie ocupó el cuarto lugar en la categoría de tankōbon en la edición de 2023 de la guía de novelas ligeras Kono Light Novel ga Sugoi! de Takarajimasha.